# Elżbieta Czyżewska
Elżbieta Justyna Czyżewska (14. maj 1938 – 17. juni 2010) var en polsk skuespiller, som både var aktiv skuespiller i sit hjemland og i USA.